# Wandering genie
Le Wandering Genie (ou L2) est un orgue de 52 touches fabriqué par l'entreprise Lowrey de 1980 à 1988. Bien qu'étant plutôt un instrument d'entrée de gamme[réf. souhaitée], il a été utilisé par Julian Koster sur l'album In the Aeroplane over the Sea de Neutral Milk Hotel.